# سعيد البرهاني
محمد سعيد البُرهاني (1310- 1386 هـ/ 1892- 1967 م) عالم وفقيه سوري، ومرشد صوفي شاذلي.

## نسبه
هو محمد سعيد بن عبد الرحمن بن محمد سعيد بن مصطفى البرهاني، ولد في دمشق في منزل والده بـ (سويقة ساروجة) لأبوين فقيرين، ونشأ في حجرهما، وهو من أسرة البرهاني المعروفة في دمشق سابقاً ببيت الداغستاني، نسبة إلى داغستان، الولاية الروسية الواقعة في جهة بحر قزوين.
قدم جد الأسرة الأول (علي الداغستاني) إلى دمشق سنة 1150 هـ واستوطنها وأعقب ذرية سميت فيما بعد (بالبرهاني)؛ والسبب كما يقال إن أحد أفرادها كان قوي الحجة، ذا برهان ساطع فنسبت الأسرة إليه.
كان الشيخ عبد الرحمن البرهاني – والد الشيخ محمد سعيد – من أهل العلم والصلاح، وقد تلقى العلم على أبيه الشيخ محمد سعيد 1302هـ (جد المترجَم) والشيخ سليم العطار 1307هـ والشيخ بكري العطار 1320هـ.

## نشأته وتعلمه
نشأ الشيخ في مجتمع إسلامي، وشب في كنف سلسلة من أكابر علماء دمشق، فنهل من علومهم وأخذ من فقههم ما ترك أثراً كبيراً في سلوكه فيما بعد.
حضر دروس جمال الدين القاسمي، ولازم علماء عصره، فقرأ التوحيد ومصطلح الحديث على الشيخ عبد القادر الإسكندراني وأخذ عن المحدث الشيخ بدر الدين الحسني، كما قرأ الفقه على مفتي الشام الشيخ عطاء الله الكسم، وتلقى علوماً مختلفة على الشيوخ: محمود العطار، وصالح الحمصي، وأبي الخير الميداني، وعن الشيخ الميداني أخذ الطريقة النقشبندية التي عرف بها فيما بعد.
أما القرآن الكريم وعلم التجويد فقد قرأ على الشيخ محمد صالح القطب الجامع المقرئ.
وأما علوم اللغة العربية كالنحو والصرف والبلاغة والعروض فقد تلقاها على يد العلامة الجليل الشيخ محمود رشيد العطار.

### تعرُّفه على الشيخمحمد الهاشمي التلمسانيالجزائري
في عام 1945م تسلم الشيخ محمد سعيد البرهاني الإمامة والخطابة في جامع التوبة في منطقة العقيبة بدمشق بعد وفاة والده وتفرغ للجامع المذكور يوجه الناس ويعلمهم ويخطب فيهم ويؤمهم.
في هذه الفترة تعرف إلى الشيخ محمد الهاشمي التلمساني (1298 – 1381 هـ، 1881 – 1961 م) (شيخ الطريقة الشاذلية) فلازمه ملازمة تامة، وقربه الشيخ منه، فمال إلى التصوف ودخل الخلوة على يديه، وأخذ عنه الورد العام والخاص، وأصبح مرشداً في حياته، وخلفه من بعد وفاته سنة 1381هـ فغدا إماماً وشيخاً للطريقة الشاذلية الدرقاوية.

## أخلاقه ومناقبه
كان يتمتع بأخلاق نبوية عالية.
كان دائم الخدمة لأهله، متفقداً لجيرانه، مواظباً على عمل الخيرات، كقيام الليل وإملاء الدروس، قلَّ أن تجده إلا على طاعة من ذكر وعبادة وطلب علم، وقضاء حوائج الناس وخدمة طلابه ومريديه.
كان لا يردُّ سائلاً، ولا يترك لنفسه شيئاً، بل يسلِّم والده كل ما يحصل عليه.

## نشاطه
انتهت خدمة الشيخ من الجيش فالتحق بسلك التعليم المدرسي، فدرس في عددٍ من المدارس بدمشق وغيرها كـ (جيرود – إزرع – سرغايا – الضمير – دوما – جوبر) ثم استقر في دمشق فكان أستاذاً بارعاً، ومعلِّماً فذّاً.
أخرج أجيالاً يُضرب المثل في أخلاقهم وسيرتهم الحسنة فكان له الباع الكبير والفضل الجزيل في سلك التعليم والتوجيه المدرسي الصحيح.
وفي عام 1945م أحيل الشيخ إلى التقاعد فتفرغ للمطالعة والوعظ والإرشاد، فكان مثالاً للموجِّه الرشيد، والداعية المخلص، والمرشد المتفاني في تبليغ الدعوة وتعليمها للناس.
اتخذ الشيخ جامع التوبة في دمشق مقراً رئيسياً لنشاطاته العلمية والدعوية والسلوكية فكان يقيم في المسجد دروساً علمية متعددة، وكان له درسان ثابتان يومياً، أحدهما بعد الفجر والآخر بين العشاءين، يحضرهما طلاب العلم المتخصصون وبعض العامة، ويقرر فيهما مختلف أنواع العلوم وخاصة الفقه الحنفي والتفسير والحديث والتصوف وكان لهما أثر كبير في نشر العلوم وتربية النشء، فكان هذان الدرسان مدرسةً علميةً خرَّجت جيلاً من طلبة العلم الذين كان لهم أثرهم في دمشق. وكان له أيضاً درس عام يوميّ بعد صلاة الظهر في الجامع الأموي.

### النشاطات الدعوية
لم يكن الشيخ يقتصر في دروسه على الفقه والحديث فقط، وإنما كان من خلال دروسه يبثُّ روح التربية فيهم، إذ كان يركِّز في دروسه على توعية الأجيال ولا سيما الشباب، ويحاول أن يزرع في نفوسهم أهمية حمل لواء الدعوة إلى الله سلوكاً وتطبيقاً، حالاً وقالاً، مما جعل كثيراً من الشباب يلتفون حوله، ويقبلون على دروسه، مستفيدين من روح الإخلاص التي كانت الشعار العملي في حياة الشيخ.

### نشاطه السلوكي
تأثر الشيخ في حياته السلوكية بشيخيه الجليلين: الشيخ أبي الخير الميداني والشيخ محمد الهاشمي فسلك على يديهما نهج الطريقة الشاذلية حتى أصبح شيخ زمانه فيها بعد رحيل شيخه الهاشمي، وبدأ الشيخ يُعنى بتربية تلامذته وطلابه على هذا المنهج، ويأذن لهم بالوردين العام والخاص ويدخلهم الخلوة، وهي عبارة عن التفرغ للعبادة وقطع العلائق عن الخلائق للاتصال بالخالق سبحانه وتعالى. وكان يقيم حلقات الذكر في جامع التوبة بعد ظهر كل جمعة، وكانت له مجالس ذكر تنتقل في مساجد دمشق ويحضرها العلماء وأولو الفضل من العامة والخاصة، يلقي بعدها دروسه الإرشادية التي تتسم بالصفاء والروح الإيمانية.
وكان يحرص على تأسيس وإقامة مجالس الصلاة على النبي والتي أصبحت فيما بعد عُرفاً عاماً على مستوى سوريا كلها.

## مؤلفاته
1. كتاب (الوصية الموجزة).
2. التعليق على (الهدية العلائية) لعلاء الدين عابدين
3. التعليق على (الدرر المباحة في الحظر والإباحة) للنحلاوي.[2]
4. وحقق (إفاضة الأنوار على أصول المنار)، لعلاء الدين الحَصْكَفِيْ الحنفي (ت 1088هـ).[3]

## وفاته
توفي في دمشق يوم الأربعاء 15 شوال 1386 هـ الموافق 25/ 01/ 1967 ودفن في مقبرة الدحداح.